# Balatonakali
Balatonakali (bis Ende 1954 Akali) ist eine ungarische Gemeinde im Kreis Balatonfüred im Komitat Veszprém.

## Geografische Lage
Balatonakali liegt 13 Kilometer südwestlich der Kreisstadt Balatonfüred am Nordufer des Plattensees. Nachbargemeinden sind Dörgicse im Norden, Balatonudvari im Osten und Zánka im Westen.

## Gemeindepartnerschaften
- Balástya, Ungarn
- Plăiești, Rumänien

## Sehenswürdigkeiten
- Evangelische Kirche, erbaut 1890
- Lajos-Kossuth und 1848/1849er-Denkmal
- Römisch-katholische Kirche Szent Kereszt felmagasztalása, erbaut 1787 im spätbarocken Stil
- Schloss Pántlika
- Traditionelle Wohnhäuser
- Weltkriegsdenkmal

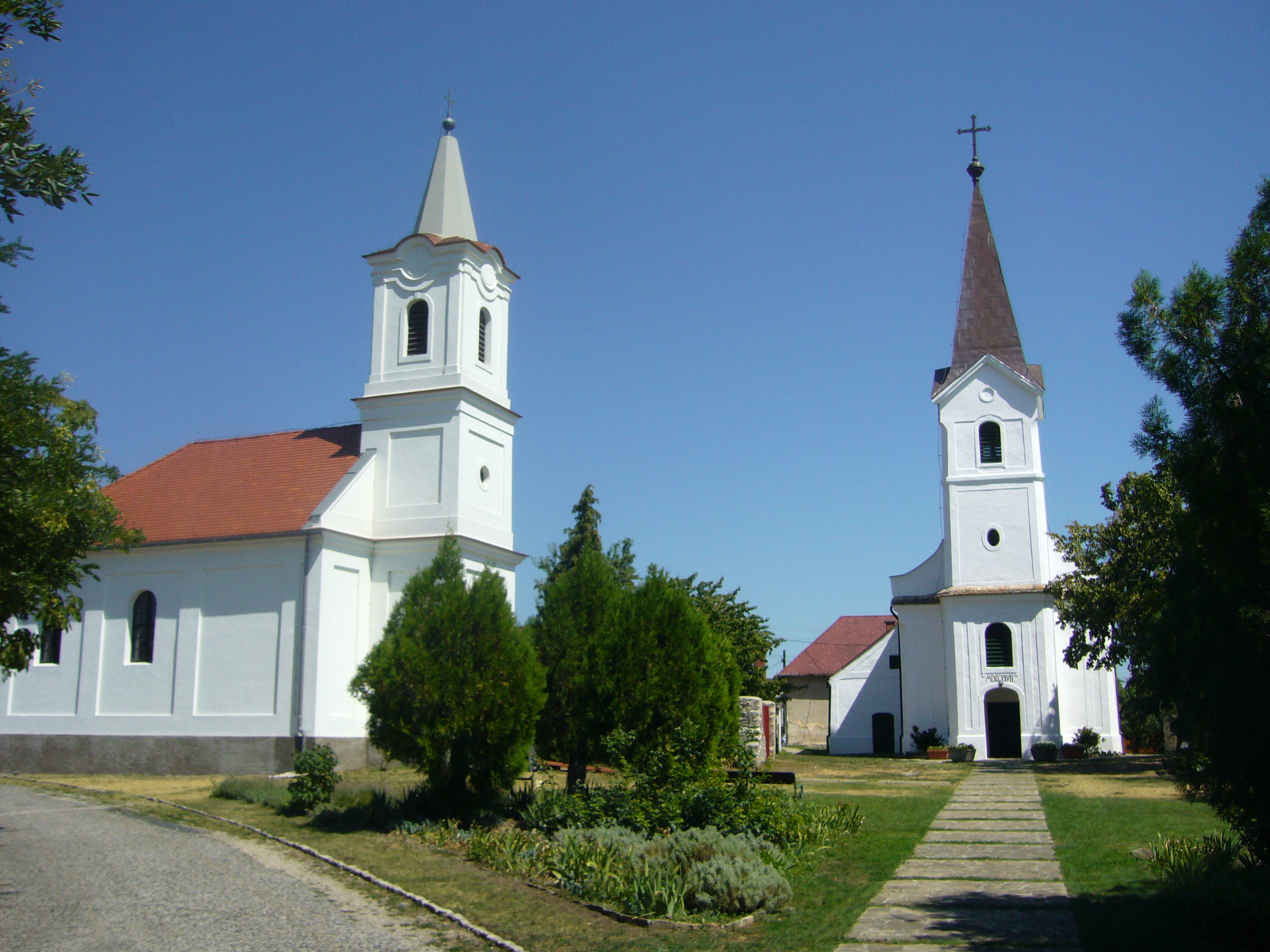
Evangelische Kirche (links) und römisch-katholische Kirche (rechts)
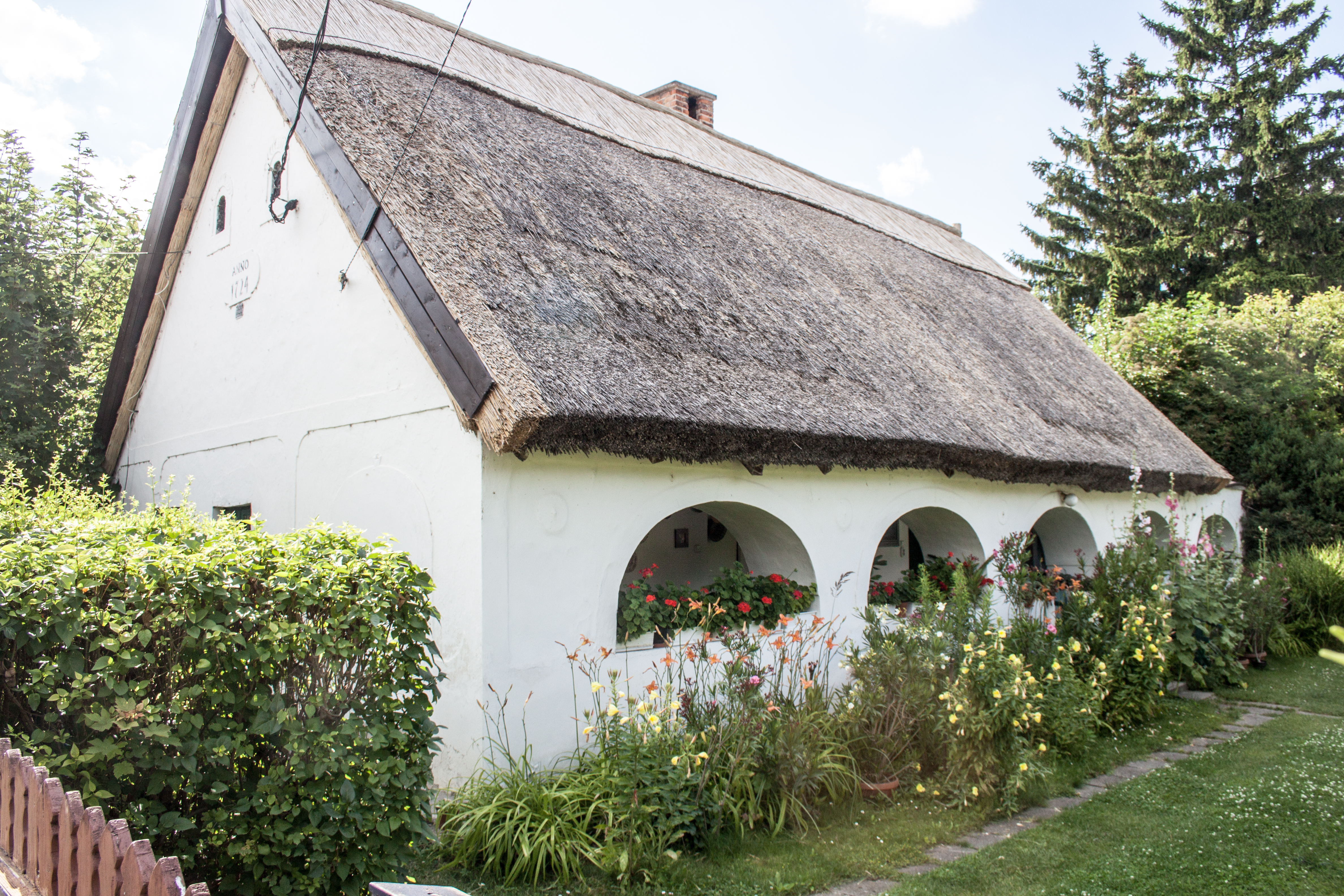
Traditionelles Wohnhaus mit Reetdach
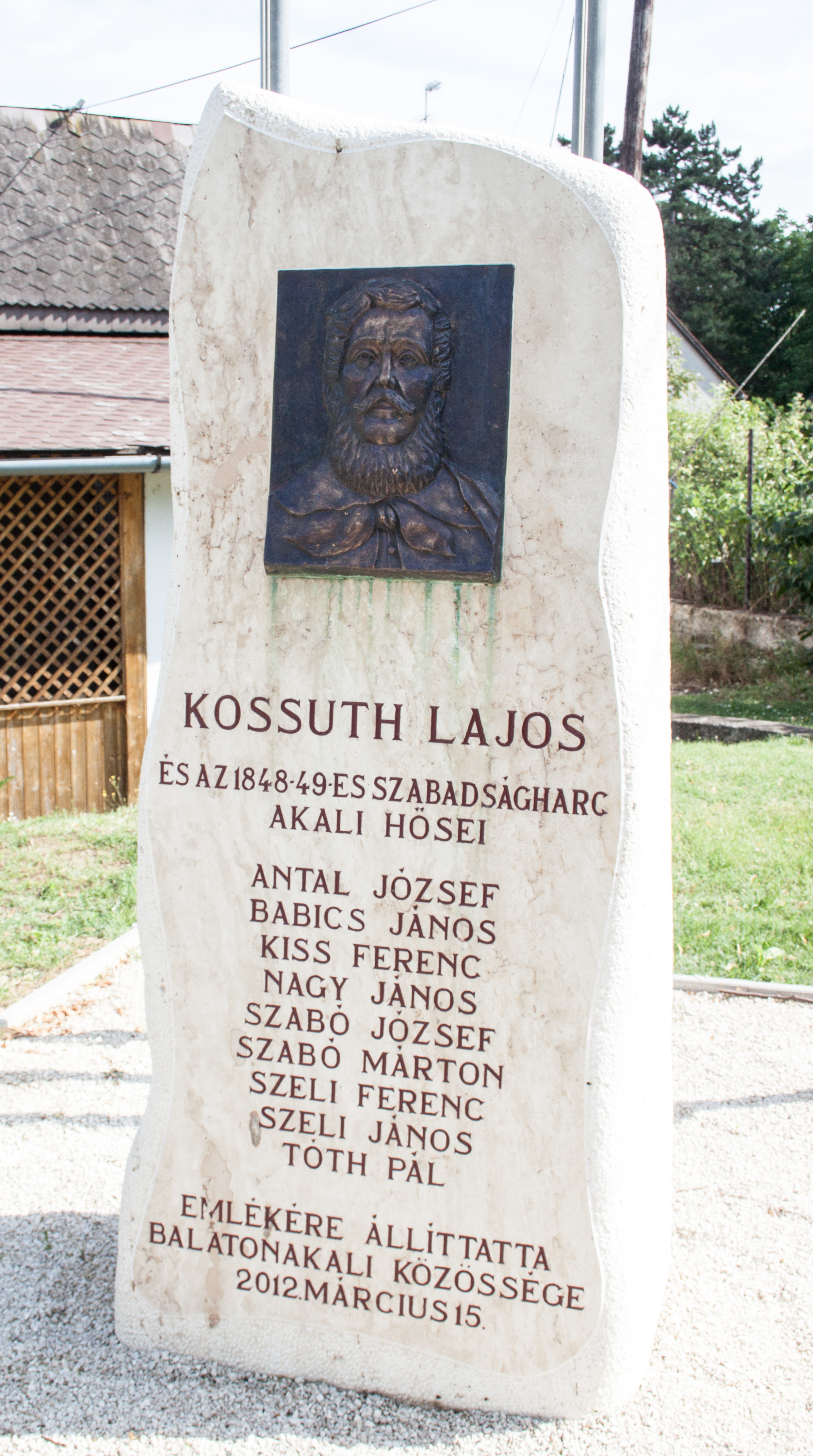
Lajos-Kossuth und 1848/1849er-Denkmal
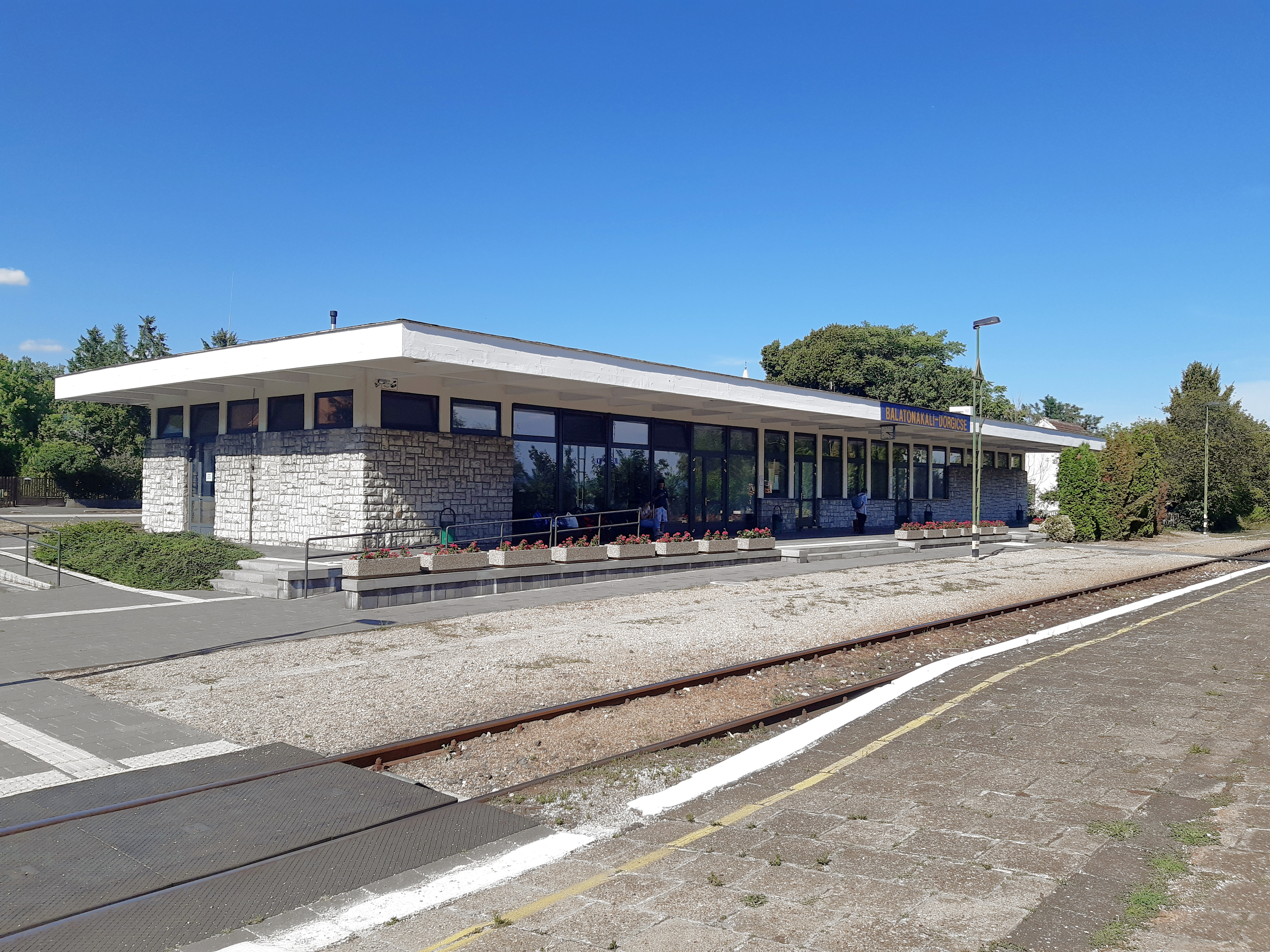
Bahnhof Balatonakali-Dörgicse
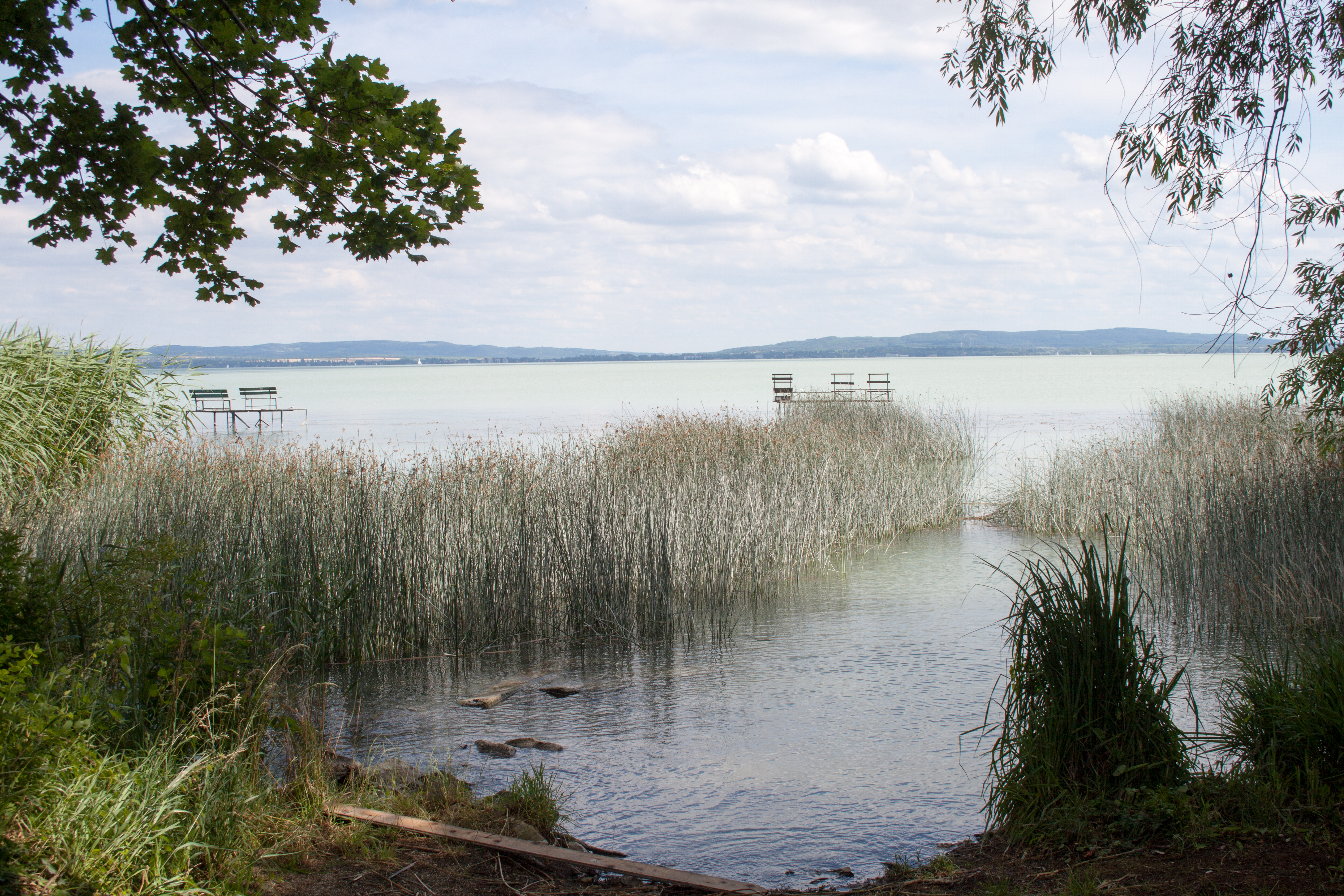
Blick auf den Balaton
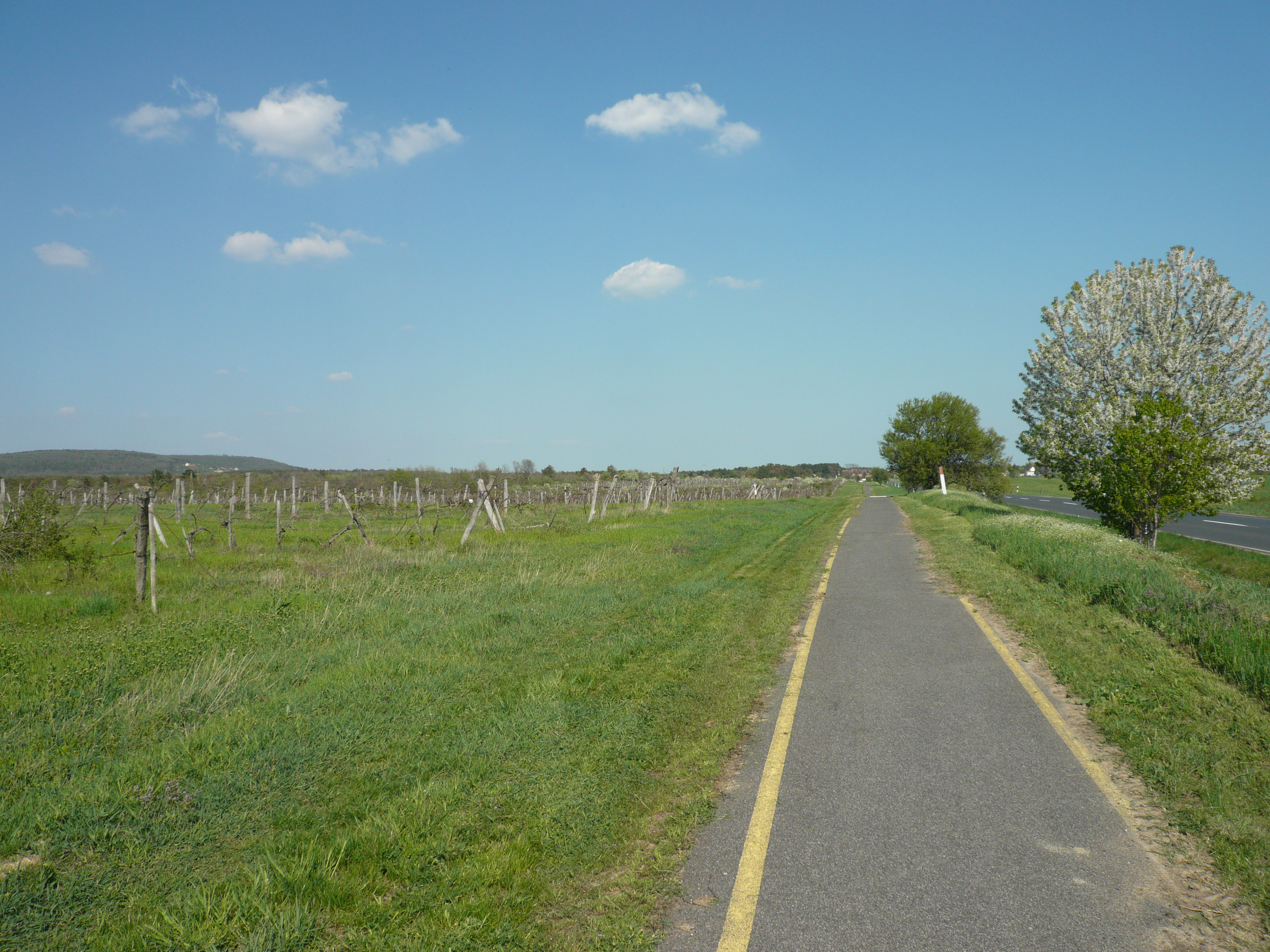
Balaton-Radweg
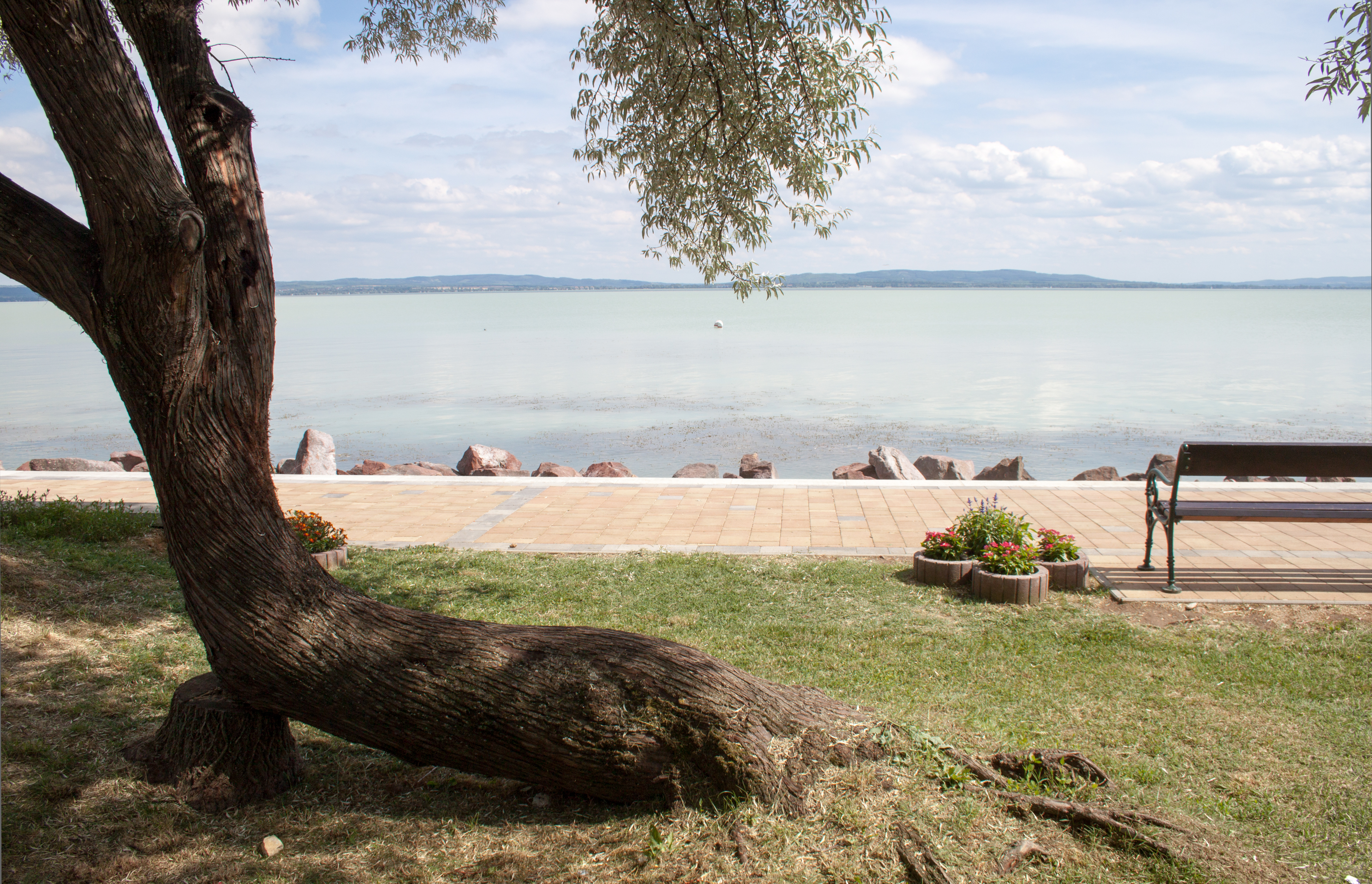
Strandpromenade

## Verkehr
Durch Balatonakali verläuft die Hauptstraße Nr. 71, von der die Landstraße Nr. 7338 in nördliche Richtung nach Dörgicse abzweigt. Es bestehen Busverbindungen in alle umliegenden Gemeinden und Zugverbindungen nach Tapolca sowie zum Budapester Südbahnhof. Weiterhin gibt es Schiffsverbindungen zu anderen Orten am Balaton. Durch Balatonakali führt der Balaton-Radweg.